# Olympische Sommerspiele 2000/Trampolinturnen
Bei den Olympischen Sommerspielen 2000 in der australischen Metropole Sydney wurden zum ersten Mal zwei Wettbewerbe im  Trampolinturnen ausgetragen.
Austragungsort war der Sydney SuperDome im Sydney Olympic Park.
In beiden Wettbewerben siegte jeweils ein Starter aus Russland: Alexander Moskalenko hatte bei den Herren im Vorfeld der Spiele sein Comeback gegeben, nachdem Trampolinturnen ins olympische Programm aufgenommen wurde. Er wurde seiner Favoritenrolle gerecht und gewann die Goldmedaille. Irina Karawajewa war als amtierende Weltmeisterin von 1998 und 1999 angetreten und sorgte bei den Frauen ebenfalls für einen Favoritensieg.

## Bilanz

### Medaillenspiegel
| Medaillenspiegel | Medaillenspiegel | Medaillenspiegel | Medaillenspiegel | Medaillenspiegel | Medaillenspiegel |
| Platz            | Land             | Gold             | Silber           | Bronze           | Gesamt           |
| ---------------- | ---------------- | ---------------- | ---------------- | ---------------- | ---------------- |
| 1                | Russland         | 2                | –                | –                | 2                |
| 2                | Australien       | –                | 1                | –                | 1                |
| 2                | Ukraine          | –                | 1                | –                | 1                |
| 4                | Kanada           | –                | –                | 2                | 2                |
| Total            | Total            | 2                | 2                | 2                | 6                |

### Medaillengewinner
| Konkurrenz | Gold                 | Silber     | Bronze          |
| ---------- | -------------------- | ---------- | --------------- |
| Einzel     | Alexander Moskalenko | Ji Wallace | Mathieu Turgeon |

| Konkurrenz | Gold             | Silber           | Bronze         |
| ---------- | ---------------- | ---------------- | -------------- |
| Einzel     | Irina Karawajewa | Oksana Zyhuljowa | Karen Cockburn |

## Ergebnisse

### Männer
| Platz | Land | Athlet                | Punkte |
| ----- | ---- | --------------------- | ------ |
| 1     | RUS  | Alexander Moskalenko  | 41,70  |
| 2     | AUS  | Ji Wallace            | 39,30  |
| 3     | CAN  | Mathieu Turgeon       | 39,10  |
| 4     | FRA  | David Martin          | 38,80  |
| 5     | BLR  | Dsmitryj Poljarusch   | 38,10  |
| 6     | GBR  | Lee Brearley          | 37,90  |
| 7     | NED  | Alan Villafuerte      | 27,60  |
| 8     | UKR  | Olexander Tschernonos | 7,50   |

Datum: 23. September 2000

### Frauen
| Platz | Land | Athletin            | Punkte |
| ----- | ---- | ------------------- | ------ |
| 1     | RUS  | Irina Karawajewa    | 38,90  |
| 2     | UKR  | Oksana Zyhuljowa    | 37,70  |
| 3     | CAN  | Karen Cockburn      | 37,40  |
| 4     | UZB  | Yekaterina Xilko    | 36,60  |
| 5     | BLR  | Natallja Karpenkowa | 35,80  |
| 6     | JPN  | Akiko Furu          | 35,30  |
| 7     | GEO  | Rusudan Choperia    | 34,10  |
| 8     | GER  | Anna Dogonadze      | 5,00   |

Datum: 22. September 2000